# Alan O'Neill (ator)
Alan O'Neill (Dublin, 2 de março de 1971 – Los Angeles, 6 de junho de 2018) foi um ator Irlandês mais conhecido por seu papel em Sons of Anarchy, como Hugh.

## Filmografia
- Urge: Droga Mortal (2016) - Capitão
- Sons of Anarchy (2013-2014) - Hugh
- Tim and Eric's Bedtime Stories (2014) - Bartender
- Invisible (2012) - Dennis
- Fair City (2006-2012) - Keith McGrath
- Agente C - Dupla Identidade (2012) -Participação especial
- Agentes Secretos (2010) - RUC Officer
- Moore Street Masala (2009) - Bartender
- Inspector George Gently (2009) - Robert
- 32A (2007) - Barbeiro
- Keen Eddie (2003) - Paddy
- Strers in the Nightang (2002) - Tony
- Rebel Heart (2001) - Army
- Ballyseedy (1997) - Capitão Jim Clarke

## Morte
O corpo de Alan foi encontrado pela namorada na entrada do seu apartamento em 6 de junho de 2018 à noite, e apesar da causa da morte ainda não ter sido revelada, ele sofria com doenças no coração e também fumava com bastante frequência, o que pode ter a ver com o falecimento. A polícia já descartou a hipótese de um crime.